# ワッフルとモチ
『ワッフルとモチ』（原題: Waffles + Mochi）は、Netflixで2021年3月16日から配信されているハイヤー・グラウンド・プロダクションズが制作する子供向け食育番組である。
バラク・オバマ元大統領の妻として知られるミシェル・オバマが、最高のシェフを目指すワッフル、モチとともに世界各国に出向き、その土地の食材を使ってその土地のレシピに挑戦するという内容である。

## あらすじ
れいとう食品の国に住んでいるワッフルとモチは、家の目の前にトラックが走っていることを見つける。新鮮な食べ物がある店に行くのだと考えた2人はトラックに乗り込み、スーパーマーケットへやって来た。

## 製作
本作は、アメリカ合衆国の元大統領のバラク・オバマと元ファーストレディであるミシェル・オバマ夫妻が設立した制作会社、ハイヤー・グラウンド・プロダクションズによって制作された。この番組は、ハイヤー・グラウンド・プロダクションズがNetflix向けに制作した最初の番組の1つである。エグゼクティブ・プロデューサーはエリカ・ソーマーレン、ジェレミー・コナー、トニア・デイビス、プリヤ・スワミナースン、そしてオバマ夫妻である。2021年2月9日に発表され、2月11日にトレーラーが公開された。2021年3月16日にすべてのエピソードがNetflixで配信開始した。
ミシェルはホワイトハウスでファーストレディを務めていたころから食べ物や栄養、健康的な料理などの食育に関する活動を行っており、その活動の一環として夫などとともに本作を製作した。

## 出演者
※声優・演者は原語版 / 日本語吹替版。 

### パペット
ワッフル
声 - ミシェル・ザモラ / 平野夏那子
れいとう食品の国出身で、ワッフルとイエティのハーフ。今まで凍ったものしか食べた事がないが、料理を学ぶためにモチとともに外の世界に旅立つ。
モチ
声 - ピョートル・マイケル
れいとう食品の国出身の餅。ワッフルと同じく、今まで凍ったものしか食べた事がないが、料理を学ぶためにワッフルとともに外の世界に旅立つ。

### 人間
オバマ夫人
演 - ミシェル・オバマ / 藤本喜久子
スーパーマーケットを経営する女性。

### その他
マジックカート3000
声 - 宇田川紫衣那
飛行機に変形し、どこへでも行けるゴーカート。

## スタッフ
- 企画 - エリカ・ソーマーレン（英語版）、ジェレミー・コナー（英語版）
- エグゼクティブ・プロデューサー - エリカ・ソーマーレン、ジェレミー・コナー、トニア・デイビス（英語版）、プリヤ・スワミナースン（英語版）、バラク・オバマ、ミシェル・オバマ
- 共同エグゼクティブ・プロデューサー - アン・オースティン（英語版）、アレックス・ブレイバーマン（英語版）
- プロデューサー - ショーン・ディストン（英語版）、シロッコ・ダンラップ（英語版）、カジュリア・シャムシェッド＝ディーン（英語版）
- プロデュース - メラニー・J・エリン（英語版）
- 共同プロデューサー - ケイトリン・ウォールドレン（英語版）
- 製作 - ハローエリカプロダクション、コナープロダクション、ハイヤー・グラウンド・プロダクションズ

### 日本語版製作
- スタジオ - IMAGICA Lab.
- 演出 - 青木正俊
- 音楽監督 - 亀川浩未、新倉歩
- 翻訳 - 加藤一恵
- 訳詞 - 杉田めぐみ、武内鮎美
- 調整 - 長谷川麻衣
- ボーカル編集 - 稲垣杏里、山本佳織
- 日本語字幕 - 松岡愛

## エピソード
| 回数 | サブタイトル原題               | 構成                                    | ディレクター                                  | 配信日         |
| ---- | ------------------------------ | --------------------------------------- | --------------------------------------------- | -------------- |
| 1    | トマトTOMATO                   | エリカ・ソーマーレン ジェレミー・コナー | ジェレミー・コナー                            | 2021年 3月16日 |
| 2    | 塩SALT                         | ショーン・ディストン                    | ジェレミー・コナー アレックス・ブレイバーマン | 2021年 3月16日 |
| 3    | じゃがいもPOTATO               | シロッコ・ダンラップ                    | ジェレミー・コナー アレックス・ブレイバーマン | 2021年 3月16日 |
| 4    | ピクルスPICKLES                | ショーン・ディストン                    | ジェレミー・コナー                            | 2021年 3月16日 |
| 5    | お米RICE                       | ライリック・ルイス                      | ジェレミー・コナー                            | 2021年 3月16日 |
| 6    | たまごEGG                      | シロッコ・ダンラップ                    | ジェレミー・コナー アレックス・ブレイバーマン | 2021年 3月16日 |
| 7    | ハーブとスパイスHERBS & SPICES | アン・オースティン                      | ジェレミー・コナー アレックス・ブレイバーマン | 2021年 3月16日 |
| 8    | とうもろこしCORN               | アン・オースティン                      | ジェレミー・コナー アレックス・ブレイバーマン | 2021年 3月16日 |
| 9    | きのこMUSHROOM                 | デイビッド・ラッドクリフ                | ジェレミー・コナー                            | 2021年 3月16日 |
| 10   | 水WARTER                       | エリカ・ソーマーレン ジェレミー・コナー | ジェレミー・コナー                            | 2021年 3月16日 |